# Eugène Daignault
Pour les articles homonymes, voir Daignault.
Eugène Daignault est un acteur et chanteur canadien né le 14 septembre 1895 à St. Albans, Vermont (États-Unis), décédé le 27 janvier 1960 à Montréal (Canada).

## Biographie
Après le décès de son père, médecin à St. Albans, Vermont, Eugène Daignault vient s'installer avec sa famille à Boucherville, en banlieue de Montréal. Il occupe divers emplois tout en faisant du théâtre amateur avec, notamment, Ovila Légaré. 
Adepte de la chanson folklorique, il devient une des vedettes des Veillées du bon vieux temps de Conrad Gauthier au Monument-National à Montréal. À partir du milieu des années 1920, il enregistrera près d'une centaine de chansons dans le registre folklorique, grâce à l'influence de Roméo Beaudry de la compagnie montréalaise Starr. Il invite La Bolduc une dizaine de fois comme musicienne à ses propres séances d'enregistrement. 
Eugène Daignault participe à sa première émission de radio en septembre 1922, quelques jours seulement après l'inauguration de CKAC (Montréal).
Il participe comme comédien à plusieurs feuilletons radiophoniques tels Le curé de village  (CKAC, 1935-1938), et La Pension Velder  (SRC, 1938-1942). Il fera aussi de l'équipe de l'émission humoristique Le ralliement du rire  (CKAC, 1940-1950) avec Ovila Légaré et Marcel Baulu. 
Mais c'est son rôle du Père Ovide dans le feuilleton radiophonique Un homme et son péché  (SRC, 1939-1960) qui marquera sa carrière. Il a d'ailleurs repris ce rôle au cinéma dans Un homme et son péché en 1949, puis à la télévision dans Les Belles Histoires des pays d'en haut  de 1956 à 1960. C'est son fils (Pierre Daignault), avec lequel il se produisait sur scène depuis les années 1940, qui le remplace après sa mort soudaine (due à une crise cardiaque), survenue à Montréal, le 27 janvier 1960 à l'âge de 64 ans.

## Filmographie
- 1949 : Un homme et son péché : Père Ovide
- 1949 : Le Curé de village : Le Bedeau
- 1950 : Séraphin (une suite du film Un homme et son péché de 1949) : Père Ovide
- 1954 - 1960 : Toi et moi
- 1954 : 14, rue de Galais (série télévisée)
- 1956 : Le Cas Labrecque
- 1956 - 1960  : Les Belles Histoires des pays d'en haut (série télévisée) : Père Ovide